# 남쪽삼각형자리 제타
남쪽삼각형자리 제타(ζ TrA)는 지구에서 약 39.5광년 떨어져 있는, 남쪽삼각형자리 방향에 있는 분광쌍성이다.
제타 항성계는 두 개의 주계열성으로 구성되어 있다. 밝은 주성은 분광형 F의 황백색 별이며 어두운 쪽은 태양과 비슷한 분광형 G의 황색 왜성이다. 두 별은 합쳐져서 F9V의 분광형으로 보이며, 겉보기 등급은 4.90이다. 둘은 질량 중심을 13일에 한 번 돌며 궤도 이심률은 0.014이다.
남위 70도에 있음에도 불구하고 이 별은 큰곰자리 운동성군의 일원이다.

## 참고 문헌
- Jovan Skuljan, 2004, "Accurate orbital parameters for the bright southern spectroscopic binary ζ Trianguli Australis – an interesting case of a near-circular orbit", Monthly Notices of the Royal Astronomical Society, Volume 352, p. 975.